# Hans Joachim von Zieten

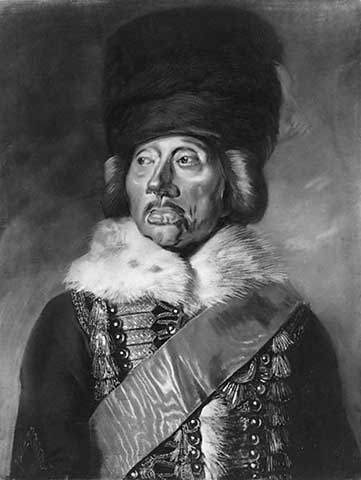
Hans Joachim von Zieten.

Hans Joachim von Zieten, född den 14 maj 1699, död den 26 januari 1786, var en preussisk general.
von Zieten inträdde 1715 vid ett infanteriregemente. Han blev förbigången vid befordran på grund av sitt oansenliga yttre, till följd varav han tog avsked som fänrik 1724. Två år därefter vann han anställning som dragonlöjtnant, men råkade i tvist med sin ryttmästare och blev avskedad 1729.
Året därpå fick han dock anställning vid "Berlinerhusarerna" och förde en skvadron av detta regemente vid Ehen 1735. Under första schlesiska kriget gjorde von Zieten sig väl bemärkt och blev efter striden vid Rothschloss (17 maj 1741) chef för "Zieten-husarregementet", med vilket han påföljande februari stod framför Wien. 
Under andra schlesiska kriget, då han utnämndes till generalmajor (1744), befästes hans rykte, och han utförde 20 maj 1745 sin berömda marsch (Zietenritt) genom hela den fientliga uppställningen i övre Schlesien för att överbringa markgreve Karl kungens order att förena sig med honom vid Frankenstein.
Under den därpå följande fredstiden utsattes han för många kränkningar från kungens sida. Sjuåriga kriget (1757-63) ådagalade dock mer än väl, att von Zieten var en av preussiska arméns dugligaste kavallerigeneraler, och i slagen vid Reichenberg, Prag, Kolin, Breslau, Leuthen, Domstadtl, Hochkirch, Liegnitz och Torgau utförde han stora bedrifter och blev under krigets lopp general av kavalleriet. 
von Zieten var den populäraste av Fredrik II:s generaler och ett föremål för nationens entusiastiska beundran. Fredrik Vilhelm II lät 1794 resa hans (av Schadow modellerade) staty på Zietenplatz i Berlin.